# Clima dell'Australia
L'Australia è così vasta che il suo clima è mutevole. La maggior parte del continente, rappresentato dalla sola Australia, è desertico o in gran parte arido. Solo le aree a sud-est e sud-ovest sono caratterizzate da un clima temperato e da foreste che rendono il suolo fertile e adatto allo sviluppo demografico. Il territorio settentrionale ha un clima essenzialmente tropicale, che spazia da foreste tropicali a praterie e aree secche.
Il clima australiano è governato dalla calda e discendente corrente d'aria subtropicale e dall'alta pressione. Questo equilibrio tra le correnti fa sì che lo schema delle precipitazioni in Australia dipenda fortemente dall'alternarsi delle stagioni. Non considerando l'Antartide, le precipitazioni annuali in Australia sono le più basse rispetto a tutti gli altri continenti, con una certa inclinazione alla siccità che può durare per mesi ed è stata causata in parte dal progressivo avvicinamento del continente all'equatore, un movimento dovuto alla deriva dei continenti. La variazione nelle precipitazioni è attribuita all'Oscillazione Meridionale.
Dal momento che l'Australia è piuttosto vicina all'equatore, il suo clima risulta meno influenzato dalle correnti d'aria fredda che dalle regioni polari giungono nell'entroterra, diversamente da quanto avviene in inverno nell'emisfero boreale. Di conseguenza, in Australia gli inverni sono miti e la differenza tra le temperature estive e quelle invernali è molto meno marcata rispetto, ad esempio, al continente europeo. Nonostante ciò, a causa della variegata vegetazione, alcune aree del Paese sono più soggette a forti escursioni termiche, sia giornaliere che stagionali, rispetto ad altre zone: qui, le temperature cadono in un intervallo compreso tra pochi gradi sotto zero fino a circa 50 °C. Ad ogni modo, si nota comunque che le temperature minime sono lo stesso moderate.
L'impatto dell'attività antropica e non solo sul continente australiano è notevole e il cambiamento climatico ha effetti considerevoli in questa area del mondo. Le temperature medie si sono alzate di circa 0,7 °C tra il 1910 ed il 2004, minacciando la biodiversità e la Grande Barriera Corallina (Great Barrier Reef). L'effetto serra accentuatosi nel Terzo Millennio è reputato come il principale responsabile di questi cambiamenti su larga scala. Secondo il Bureau of Meteorology, circa l'80% del continente riceve poco più di 600 mm di precipitazioni in un anno e parte invece ne riceve solo 300 mm. Nel complesso, l'Australia ha un tasso di precipitazioni estremamente basso (mediamente 419 mm) che continua a scendere.

## Precipitazioni

### Pioggia

Precipitazioni giornaliere in Australia in mm:
sotto i 20
da 20 a 40
da 40 a 80
da 80 a 120
da 120 a 160
oltre 160

Oltre l'80% del continente ha una media di precipitazioni pari a poco meno di 600 mm e solo l'Antartide, nel mondo, riceve meno pioggia dell'Australia. Una località nei pressi dell'entroterra, vicino al Lago Eyre (nel Sud), riceve solo circa 81 mm di pioggia annui. Troudaninna Bore (sempre al sud, ad un'altitudine di circa 46 metri s.l.m.), tra il 1893 ed il 1936, in media, aveva 105 mm di precipitazioni. Si passa, dunque, da un estremo all'altro anche in zone relativamente vicine. Nel North Queensland, sulla costa, la media annuale è di circa 4'000 mm, con un record di circa 12'461 mm sulla cima del monte Bellenden Ker, risalente al 2000. Ci sono quattro fattori principali che contribuiscono all'aridità di gran parte del continente australiano:
- correnti oceaniche fredde presso la costa occidentale
- scarsa altitudine dei rilievi montuosi
- prevalenza di sistemi ad alta pressione
- posizione geografica del continente e la sua estensione

La precipitazione media annuale nel deserto australiano è estremamente bassa, spaziando dagli 81 ai 250 mm annui. I temporali sono molto comuni nella regione, con una media di 15-20 tempeste all'anno. Le temperature giornaliere estive vanno dai 32 ai 40 °C mentre in inverno scendono a livelli più moderati, dai 18 ai 23 °C.
Le aree meridionali dell'Australia ricevono i tradizionali venti occidentali ed accolgono la pioggia garantita dai sistemi ad alta pressione che si spostano verso il nord del paese durante l'inverno. Ondate di freddo possono congelare l'entroterra, sebbene le temperature lungo la costa e i dintorni restino miti tutto l'anno, scendendo al massimo a pochi gradi sotto zero. Le estati nell'Australia meridionale sono tendenzialmente asciutte e molto calde, con un po' di brezza marina. Nei periodi di siccità, venti caldi e poco umidi provenienti dall'interno possono favorire incendi boschivi nel sud-est del Paese, sebbene questi eventi accadano principalmente in Victoria e nel Nuovo Galles del Sud.

Le aree tropicali del territorio settentrionale hanno estati umide a causa dei monsoni. Durante la stagione delle piogge (wet season), tipicamente nel periodo Ottobre-Aprile, i venti umidi di nord-ovest portano rovesci e temporali. Occasionalmente, i cicloni tropicali posso causare abbondanti piogge sulle regioni costiere e, con un po' di fortuna, queste precipitazioni si possono diffondere anche nel lontano interno. Dopo la stagione umida, arriva quella più secca che è l'"inverno" (estate in Europa) che porta prevalentemente a cieli sereni e a temperature medio-alte.

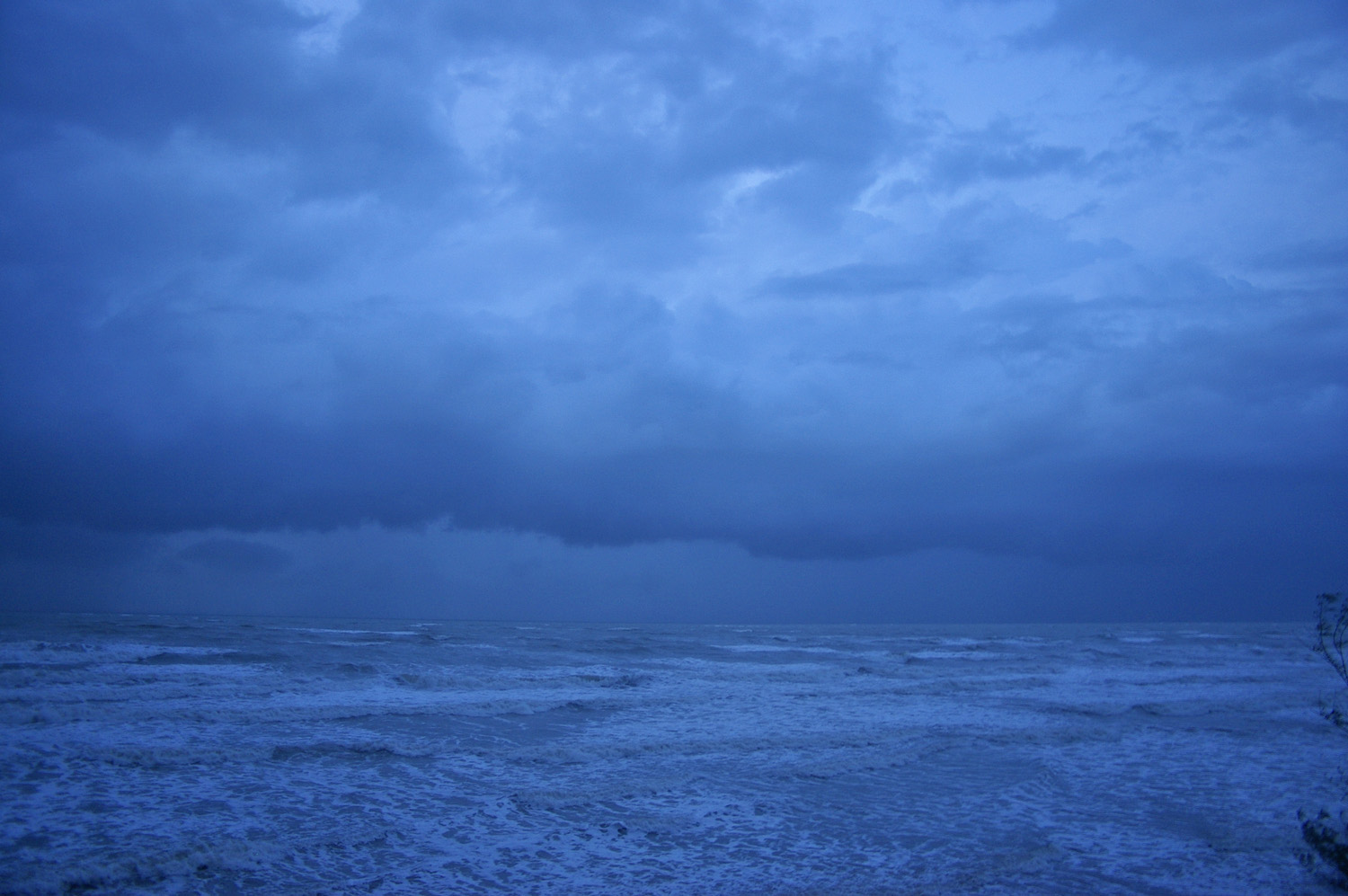
Un monsone a Darwin, nel Territorio del Nord.

Il lento tasso di evaporazione da questi tiepidi bacini idrici permette all'acqua di evaporare più lentamente. Pertanto, le nuvole cariche di pioggia si formano raramente ed in genere non durano abbastanza da poter rovesciare l'acqua lontano da dove si sono formate o garantire precipitazioni sufficienti. Le zone aride o parzialmente aride dell'Australia si concentrano in questa regione. L'assenza di montagne dalla conformazione o altitudine significativa, rispetto al livello del mare, riducono al minimo le precipitazioni per condensazione, così come la presenza di bacini idrici interni. Nell'est, la Grande Catena divisoria (Great Dividing Range) rallenta il movimento delle correnti d'aria o nuvole verso l'interno dell'Australia.
La forma compatta del continente ha ridotto la presenza di acqua al suo interno. I venti umidi che riescono ad arrivare all'entroterra desertico spesso hanno già rovesciato gran parte del loro contenuto acqueo sulle coste o altrove.

### Neve

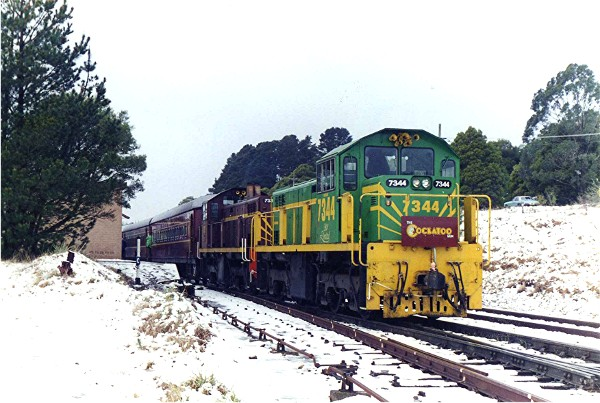
Neve presso Robertson, 16 agosto 1996

In Australia, la neve cade frequentemente sugli altipiani presso la costa orientale, negli stati di Victoria, Nuovo Galles del Sud, in Tasmania e nell'Australian Capital Territory. C'è una regolare stagione delle nevicate in alcune aree, sede di alcuni impianti sciistici per turisti. La neve precipita regolarmente anche presso la Grande Catena Divisoria a nord di Stanthorpe, nel Queensland, e in altre zone isolate dell'Australia meridionale ed occidentale. In tutte le altre regioni del continente, la neve difficilmente cade. Raramente si hanno nevicate presso Alice Springs o su Uluru.
La neve a livello del mare è occasionalmente riportata nell'Australia continentale. Sono frequenti casi anche in Tasmania, dove le nevicate si concentrano nei mesi invernali (giugno-settembre). Sull'isola, la neve è più rara da vedersi sulla costa nord a causa della maggiore influenza dell'oceano. Nel continente, molte città principali come Melbourne e Hobart vedono una nevicata circa ogni cinque anni e in altre zone (come i sobborghi di Perth o Adelaide) si tratta di un fenomeno ancora più raro. Ad ogni modo, sulla Grande Catena Divisoria le piste da sci sono molto diffuse e a poche ore di distanza dai centri urbani principali. A Canberra si registrano leggere nevicate invernali, mentre Orange, Lithgow e Katoomba, nel Nuovo Galles del Sud, sono caratterizzate da regolari stagioni di nevicate.
Le occasionali ondate di freddo provenienti dall'Antartide posso aumentare la possibilità di nevicate nelle aree rurali, come successo nel 1958, 1965, 1986, 2005 e di recente, nel 2015.

## Stato e territori

### Territorio della Capitale Australiana
A causa della sua elevazione rispetto al mare (circa 650 metri s.l.m.) e della distanza dalla costa, questa regione gode di un clima continentale, diversamente da altre aree o città australiane con un clima moderato grazie all'influsso del mare. Canberra è nota per le sue estati calde ed asciutte, con inverni che occasionalmente sono caratterizzati da nebbia e gelate. Molte delle montagne più alte in questo territorio sono coperte da neve per buona parte dell'inverno. I temporali si verificano principalmente da ottobre fino a marzo o aprile e le precipitazioni annue sono di circa 623 mm, abbondanti in primavera e agli inizi dell'estate, scarse in inverno.
La temperatura più alta mai registrata in questo territorio è stata di 42.8 °C ad Acton, l'11 gennaio 1939. La più bassa, invece, risale all'11 luglio 1971 a Gudgenby, -14.6 °C.

### Nuovo Galles del Sud
| Città         | Temperatura minima | Temperatura massima | Giorni sereni | Precipitazioni medie |
| ------------- | ------------------ | ------------------- | ------------- | -------------------- |
| Broken Hill   | 12 °C              | 24 °C               | 137           | 245 mm               |
| Coffs Harbour | 14 °C              | 23 °C               | 122           | 1679 mm              |
| Sydney        | 14 °C              | 22 °C               | 104           | 1213 mm              |
| Penrith       | 14 °C              | 22 °C               | 103           | 696 mm               |
| Wagga Wagga   | 9 °C               | 22 °C               | 124           | 566 mm               |
| Armidale      | 7 °C               | 20 °C               | 106           | 791 mm               |

### Territorio del Nord

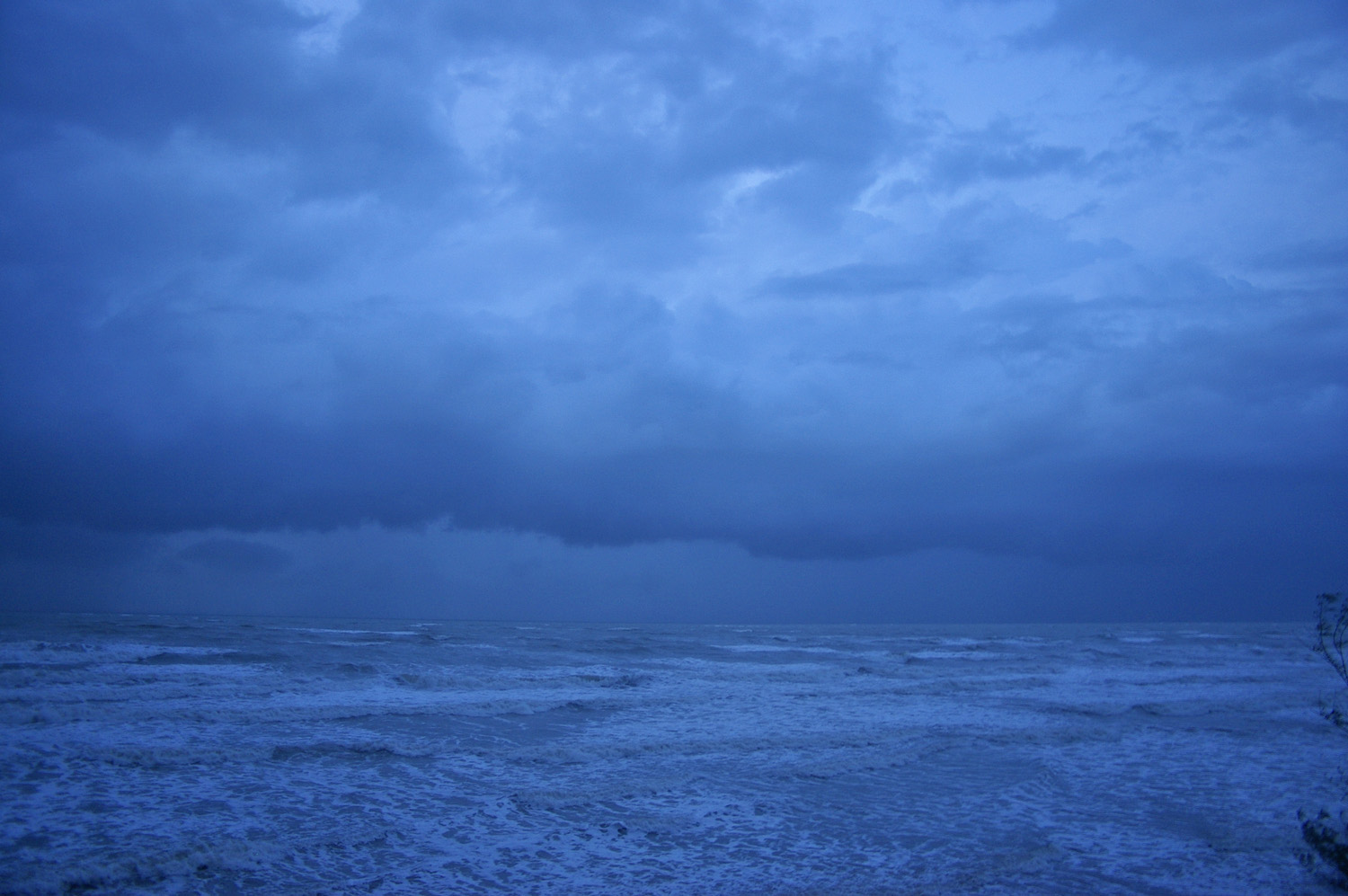
Un monsone nei pressi di Darwin

Il Territorio del Nord ha due distinte aree climatiche. La zona settentrionale lungo la costa, che include la città di Darwin, con un clima tropicale e dunque molta umidità e due stagioni principali, quella umida (novembre-aprile) e quella secca (maggio-ottobre). Durante quest'ultima più o meno ogni giorno è sereno e a temperature miti con un'umidità che nel pomeriggio si aggira intorno al 30%. Ci sono poche precipitazioni tra maggio e settembre. Nei mesi più freddi di giugno e luglio, la temperatura minima giornaliera può scendere fino ai 14 °C e generalmente mai al di sotto, con gelate che non sono mai state registrate finora. La stagione umida è associata ai cicloni tropicali e ai monsoni. La maggioranza delle precipitazioni si ha tra dicembre e marzo, nell'estate dell'emisfero australe, con tempeste molto comuni ed un'umidità relativa del 70%. In media oltre 1570 mm di pioggia cadono al nord e i temporali possono dare vita a spettacolari giochi di lampi e saette.
La regione centrale, quella di Alice Springs e Uluru, è semi-arida con scarse piogge durante i mesi più caldi (da ottobre fino a marzo di solito). L'Australia centrale arriva invece a meno di 250 mm di precipitazioni annue.
La temperatura più alta registrata è di 48.3 °C a Finke, tra il 1° e il 2 gennaio 1960, mentre la minima è di -7.5 °C ad Alice Springs, il 12 luglio 1976.

### Queensland
Per via delle sue dimensioni, in questo stato si ha una significativa variazione del clima passando dalla costa all'entroterra. Scarse precipitazioni ed estati torride sono tipiche nella zona interna occidentale, al nord si hanno le stagioni dei monsoni e sulla costa le temperature e le condizioni atmosferiche sono molto più moderate. L'interno e l'area meridionale, con le loro catene montuose, possono raggiungere temperature basse. Il clima della fascia costiera è influenzato dalle calde correnti oceaniche e dalla brezza marina che regola il meteo.
Nel Queensland, dunque, abbiamo ben cinque regioni climatiche predominanti, una classificazione basata essenzialmente sulla temperatura e l'umidità.:
- estati calde ed umide (a nord e sulle coste)
- estati umide e miti (zone montuose presso la costa e al sud-est)
- calde estati secche ed inverni miti (area centro-occidentale)
- estati torride e siccitose, inverni freddi (area sud-ovest)
- clima temperato, con estati miti e inverni freddi (zona nei pressi della Granite Belt)

Ad ogni modo, parte della popolazione del Queensland vive in due principali stagioni: un periodo invernale di temperature piuttosto miti e precipitazioni scarse o assenti ed un'estate secca con alte temperature e umidità notevoli, con molte piogge.
La massima temperatura registrata è di 49.5 °C a Birdsville, il 24 dicembre 1972 (tenete presente che nell'emisfero australe le stagioni sono invertite). La temperatura di 53.1 °C risale invece al 16 gennaio 1889 a Cloncurry, ma non è considerata attendibile.
La temperatura più bassa è -10.6 °C, registrata a Stanthorpe il 23 giugno 1961. Un valore simile è stato raggiunto anche al The Hermitage, il 12 luglio 1965.
| Città      | Temperatura minima (°C) | Temperatura massima (°C) | Giorni sereni | Precipitazioni (mm) |
| ---------- | ----------------------- | ------------------------ | ------------- | ------------------- |
| Brisbane   | 14                      | 26                       | 123           | 1061                |
| Mackay     | 18                      | 27                       | 113           | 1667                |
| Cairns     | 20                      | 29                       | 86            | 2223                |
| Townsville | 18                      | 29                       | n/d           | 1144                |

### Australia Meridionale
La maggior parte dello stato è arido o gode di un clima semi-arido. Le zone costiere meridionali hanno un clima mediterraneo con inverni umidi e miti ma estati calde e secche. Le piogge più intense si hanno sulle coste e sui complessi montuosi del Monte Lofty (1200 mm annui) mentre le precipitazioni sono scarse nel bacino del Lago Eyre, che riceve circa 150 mm ogni anno o addirittura anche 100 mm e basta. Nei distretti del sud la pioggia cade nei mesi invernali quando i sistemi ad alta pressione subtropicali si spostano al nord sul continente australiano.
Le temperature medie vanno dai 29 °C di gennaio ai 15 °C di luglio. Le temperature giornaliere possono arrivare, tra gennaio e febbraio, fino a 48 °C, con il record di 50.7 °C ad Oodnadatta, registrato il 2 gennaio 1960, la più alta temperatura mai registrata ufficialmente in Australia. La minima invece è di -8.0 °C a Yongala, del 20 luglio 1976.

### Tasmania

Distribuzione delle piogge in Tasmania

La Tasmania ha un clima fresco con quattro stagioni distinte. L'estate dura da dicembre fino a febbraio quando la temperatura massima lungomare è di 21 °C e quella dell'entroterra vicino Launceston raggiunge 24 °C. Altre zone interne sono più fresche con Liawenee, sulla Central Plateau, che è uno dei posti più freddi in Australia, con temperature che a febbraio vanno dai 4 ai 17 °C. L'autunno dura da marzo a maggio ed il tempo atmosferico è mutevole, con "rimasugli" estivi che cedono lentamente il posto all'inverno.

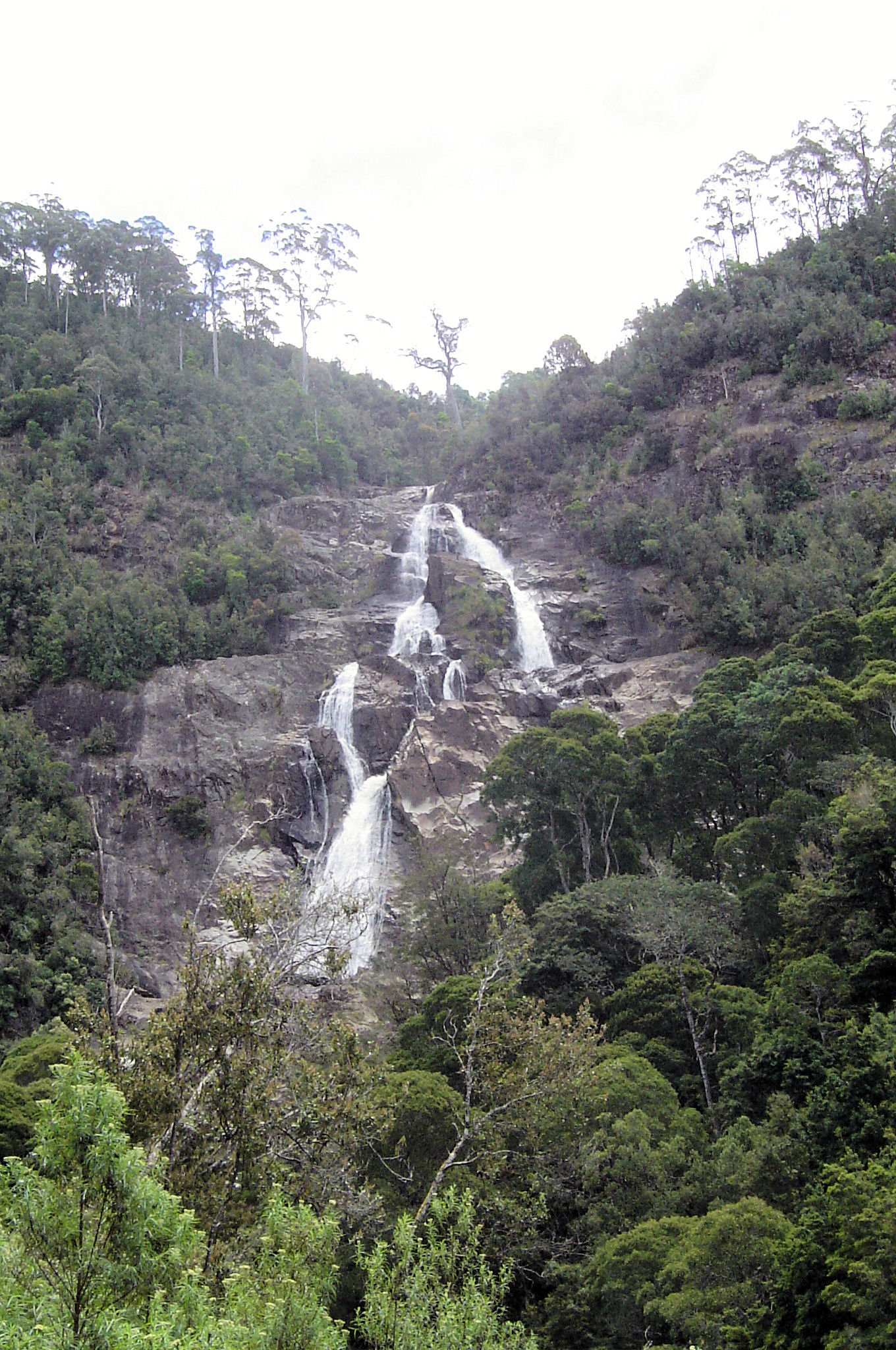
St. Columbia Falls

Quest'ultima stagione si ha tra giugno e luglio, che sono i mesi generalmente più umili e freddi dello stato che possono anche accogliere delle nevicate. Al massimo, in questa stagione, si arriva a 12-13 °C e lungo la costa si arriva a 3 °C medi sulla Central Plateau, grazie alle correnti fredde dell'Oceano meridionale. La primavera è solo una stagione di transizione, dove gli schemi rigidi invernali prendono la forma lentamente di quelli estivi, anche se le nevicate sono piuttosto comuni fino al mese di ottobre. La primavera è caratterizzata da venti leggeri con brezze marine al pomeriggio che influenzano il clima costiero.
Le piogge in Tasmania seguono uno schema complicato analogo a quello che si registra sui continenti più grandi alla stessa latitudine nell'emisfero boreale. Sulla costa occidentale la pioggia va da 1458 mm di Strahan fino a 2690 mm nella Cradle Valley delle montagne.
In inverno le precipitazioni si intensificano: gennaio e febbraio tipicamente hanno medie del 30-40% delle piogge che di solito si hanno in agosto, che dunque risulta il mese più piovoso insieme a luglio. Anche nei mesi più asciutti la pioggia si rovescia principalmente con regolarità, dando comunque una serie di giorni piovosi più alta rispetto ad ogni altra zona continentale dell'Australia. Più ad est della Lake Country, la pioggia scende a 900 mm mentre nelle Midlands dimezza fino ai 450 mm o si attesta intorno ai 600 mm di Ross. La costa orientale presenta una simile distribuzione delle piogge.
La costa settentrionale densamente popolata è molto più asciutta dell'area occidentale, con piogge di 666 mm a Launceston fino ai 955 mm di Burnie a nord est o i 993–1000 mm di Scottsdale ancora più ad est. I rovesci si hanno perlopiù in inverno e le medie estive in un mese scendono a 31 mm (Launceston).
La costa orientale è più umida delle Midlands (775 mm al St. Helens o 640 mm a Swansea). Qui la pioggia è distribuita su tutto l'anno sebbene siano più frequenti piogge torrenziali nel caldo Mare della Tasmania. Sebbene una pioggia continua per 3-4 giorni si abbia solo una volta circa ogni cinquant'anni nel nord, ne servono solo quattro o cinque per avere lo stesso fenomeno a Swansea o Bicheno, come successo il 7-8 giugno 1954, con varie piogge incessanti ed una media giornaliera di 230 mm. La costa est, talvolta, è definita sun coast (costa del sole) per il suo clima soleggiato.
Nel 2007 lo stato australiano dichiarò massima allerta per siccità in varie zone della Tasmania e delle Flinders Islands.
La temperatura più alta in Tasmania è di 42.2 °C, registrata a Scamander il 30 gennaio 2009, mentre la minima è quella di -13 °C registrata il 30 giugno 1983 a Butlers Gorge, Shannon e Tarraleah.
| Città      | Temperatura minima (°C) | Temperatura massima (°C) | Giorni sereni | Precipitazioni medie (mm) |
| ---------- | ----------------------- | ------------------------ | ------------- | ------------------------- |
| Hobart     | 8.3                     | 16.9                     | 41            | 616                       |
| Launceston | 7.2                     | 18.4                     | 50            | 666                       |
| Devonport  | 8.1                     | 16.8                     | 61            | 778                       |
| Strahan    | 7.9                     | 16.5                     | 41            | 1458                      |

### Victoria
Lo stato Victoria ha un clima variabile nonostante sia di ridotte dimensioni. Si passa dalle zone calde e semi-aride del nord-ovest fino alle temperature miti e alle brezze della costa. L'entroterra di Victoria ospita la Grande Catena Divisoria che produce un clima più freddo per le zone montuose al centro dello stato.
Questa zona interna, a causa della collocazione a sud, è molto più fredda e umida delle altre zone aride dell'intero continente. La pianura costiera a sud della Grande Catena è caratterizzata dal clima più mite di tutto lo stato. L'aria proveniente dall'Oceano meridionale aiuta a ridurre la caligine estiva e mitiga il freddo invernale. Melbourne ed altre maggiori città sono proprio distribuite in questa regione temperata.
Le regioni di Mallee e Wimmera sono le più calde di tutto lo stato, con venti caldi provenienti dai deserti circostanti. Le temperature medie salgono a 30 °C in estate e scendono al massimo a 15 °C in inverno. La temperatura più alta raggiunta risale al 7 febbraio 2009 a Hopetoun, 48.8 °C, un periodo in cui l'Australia era colpita da forti ondate di caldo dovute anche all'oscillazione meridionale. 50.7 °C è la temperatura percepita a Mildura il 7 gennaio 1906, non ufficiale perché percepita e non effettivamente registrata. La temperatura minima di tutto lo stato è di -11.7 °C, registrata ad Omeo il 13 giugno 1965 e successivamente a Falls Creek il 3 luglio 1970.
Le Alpi Vittoriane (Victorian Alps) sono a nord-est, nella parte più fredda dell'area. Queste alpi fanno parte della Grande Catena Divisoria e di un complesso sistema montuoso che si estende da est ad ovest attraverso tutto lo stato di Victoria. Qui le temperature medie si aggirano intorno ai 9 °C in inverno e nei pressi delle vette possono scendere sotto lo 0 °C.

#### Clima in generale

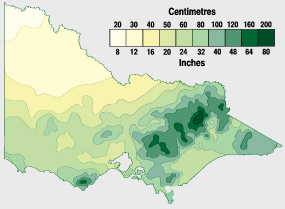
Le precipitazioni medie in un anno. La pioggia si concentra sulle montagne a nord-est e sulla costa.

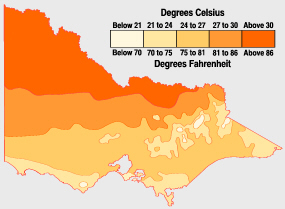
Le temperature medie di gennaio (estate australiana). Il nord è sempre più caldo delle zone costiere e montuose.

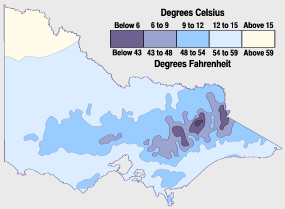
Temperature medie a luglio (inverno). Le montagne e le colline sono più fredde e le nevicate sono frequenti.

#### Pioggia
Questo stato è il più umido di tutta l'Australia dopo la Tasmania. Le precipitazioni piovose nello stato di Vittoria si intensificano andando da nord verso sud, ovvero avvicinandosi alle zone marine, con medie più alte sulle vette delle montagne. Le medie annuali superano i 1800 mm in alcune aree del nord-est, mentre quelle più aride ricevono al massimo 250 mm di piogge.
La pioggia è più intensa sulla catena di Otway e nella Gippsland, a sud, e sulle montagne a nord-est. La neve generalmente cade sulle montagne ed eccezionalmente sulle colline al centro dello stato. La pioggia cade spesso in inverno, ma quella estiva è più frequente ed intensa. Le zone più umide sono quelle destinate all'agricoltura. Il record giornaliero delle piogge nello stato di Victoria fu di 375 mm, registrato il 22 marzo 1983 a Tanybryn.

### Australia Occidentale

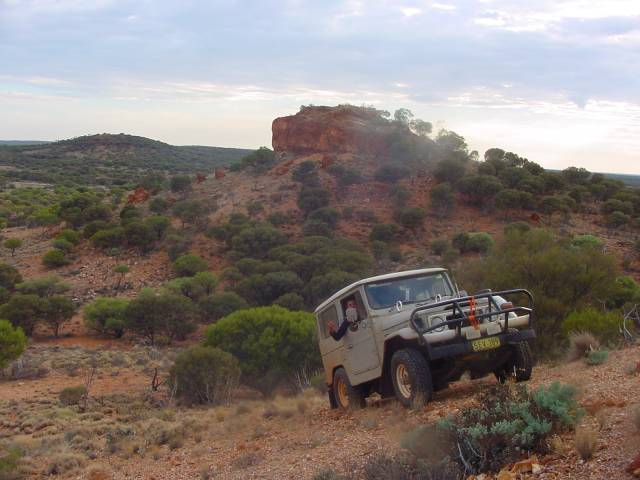
Il Deserto Gibson

L'angolo a sud-est dello stato ha un tipico clima mediterraneo. L'area un tempo era ricoperta da estese foreste, con una notevole presenza del karri, uno degli alberi più alti del mondo. La regione agricola dell'Australia Occidentale è uno dei maggiori habitat terrestri per quanto concerne la biodiversità, con una percentuale maggiore di specie endemiche rispetto ad altre regioni equivalenti. Grazie alla corrente marina Leeuwin, la biodiversità marina è fra le sei più importanti al mondo, specialmente per le barriere coralline meridionali.
Le precipitazioni medie vanno dai 300 mm al confine con la Wheatbelt fino a 1400 mm nelle regioni più umide vicino a Northcliffe. Ad ogni modo, nella stagione estiva (inverno europeo) da novembre a marzo, il tasso di evaporazione, dovuto alle alte temperature, supera di gran lunga quello delle precipitazioni, portando a periodi di scarse piogge o siccità. Le piante devono essersi adattate a questo clima particolare, in cui può piovere molto così come il terreno può impoverirsi rapidamente. Una notevole riduzione delle piogge si è osservata negli anni, con precipitazioni più frequenti solo in alcuni mesi.
Circa quattro quinti dell'area centrale dello stato sono semi-aridi o del tutto desertici, tendenzialmente disabitati fatta eccezione per le sparute attività estrattive. La pioggia in un anno cade dai 200 ai 250 mm, per la maggior parte in sporadici temporali o con alcuni cicloni dei mesi estivi.
Un'eccezione riguarda le regioni tropicali settentrionali. La regione di Kimberley ha un clima molto caldo da monsone, con una pioggia media annua che spazia dai 500 ai 1500 mm, tuttavia da aprile fino a novembre la zona attraversa un periodo di straordinaria siccità. L'85% del deflusso statale avviene a Kimberley, causando violente inondazioni o rottura degli argini a causa della debolezza dei terreni superficiali presso il fiume Ord.
La collocazione nella zona tropicale/subtropicale dell'Australia e le acque gelide della costa occidentale rendono questo stato un deserto caldo con un'aridità che fa da caratteristica principale per l'intero continente. Queste acque gelide producono un po' di umidità necessario all'entroterra. Uno studio del 2005 di ricercatori australiani ed americani investigò sulla desertificazione progressiva dell'interno e suggerì che una possibile spiegazione era da attribuirsi ai colonizzatori umani arrivati lì circa 50'000 anni fa. Gli incendi causati dagli esseri umani nell'area, sia per bonifica che per uso personale, potrebbero aver allontano i monsoni dal raggiungere l'area interna dell'Australia.
Le precipitazioni nevose sono rare e tipicamente la neve si ha solo sullo Stirling Range vicino ad Albany, dato che qui si hanno montagne lontane abbastanza dall'influsso marino e sufficientemente elevate da poter avere basse temperature e condizioni di umidità favorevoli. Ancora più difficilmente si può osservare della neve cadere presso il Porongurup Range. La neve al di fuori di queste aree è un evento principale che di solito riguarda le aree collinari del sud-ovest australiano. La neve a bassa quota si è registrata il 26 giugno 1956 a Perth Hills, così come a Wongan Hills e ad est di Salmon Gums. Tuttavia, anche sullo Stirling Range la neve in genere non supera i 5 cm e se anche fosse non dura oltre un giorno o due.
La temperatura più alta registrata è di 50.5 °C a Mardie Station, il 19 febbraio 1998. La più bassa, invece, è stata misurata all'Eyre Bird Observatory il 17 agosto 2008, con un valore di -7.2 °C.

## Pericoli naturali e disastri

### Incendi boschivi

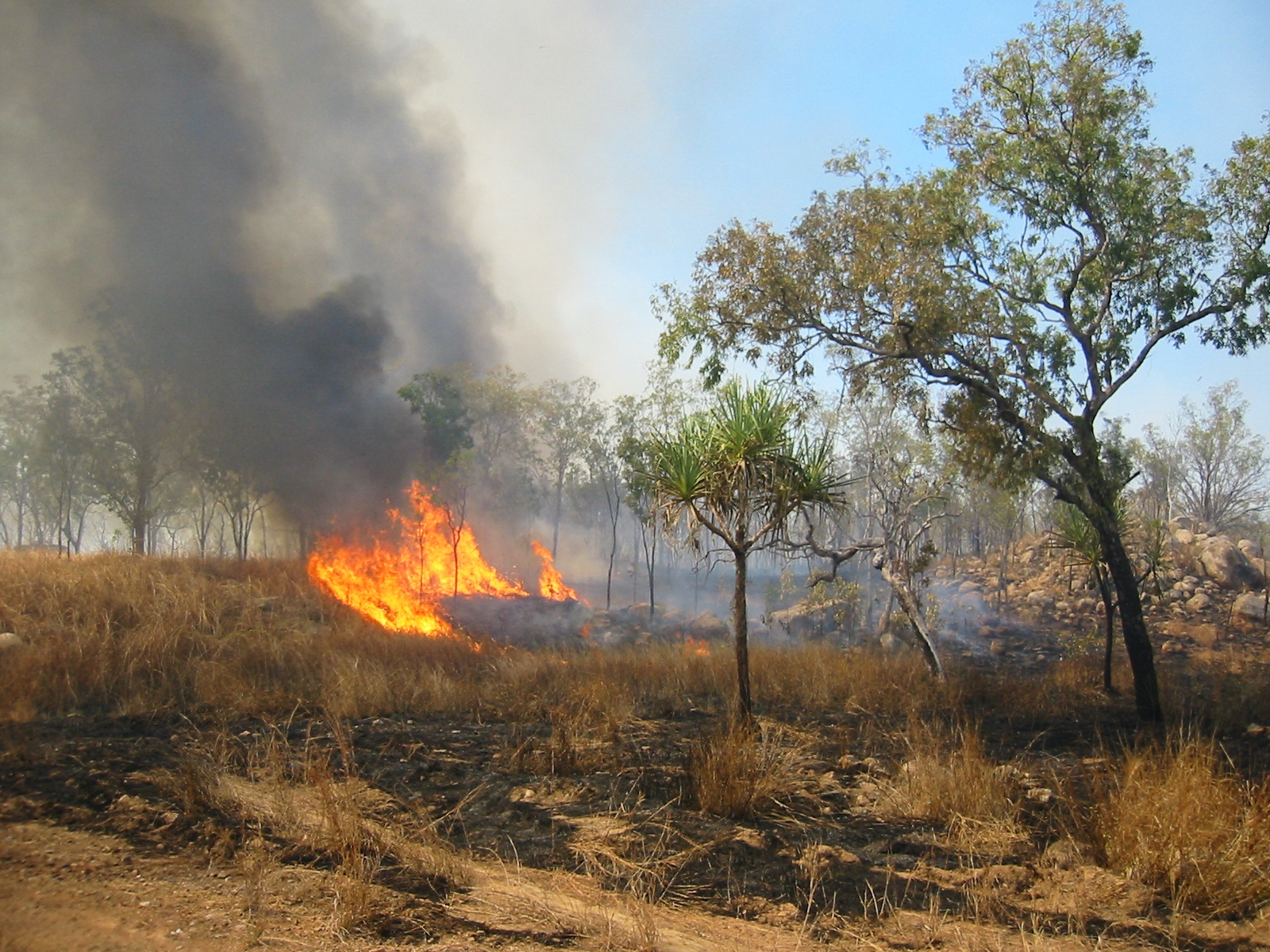
Incendio tipico in Australia

I fattori climatici contribuiscono all'alta incidenza di incendi boschivi in Australia, specialmente durante i mesi estivi. Il tasso ridotto di umidità relativa, la scarsità di precipitazioni, la siccità e i venti possono causare un piccolo fuoco, così come altri sono di natura dolosa oppure dovuti a fenomeni naturali come i fulmini. Indipendentemente dall'origine del fuoco, questo si diffonde rapidamente fino ad evolversi in incendi di grande portata. Per di più, la mancanza di vegetazione o la scarsa presenza di corpi d'acqua, soprattutto nell'entroterra centrale, alimentano ancora di più il fuoco, che con i venti può espandersi anche molto lontano dal punto di origine.
Molti dei peggiori incendi di questo tipo nell'Australia orientale, come quello del 1983, sono accompagnati dall'Oscillazione meridionale che causa un clima secco e ventoso. Il peggior incendio boschivo della storia australiana risale al febbraio 2009, con 173 vittime ed oltre 2000 abitazioni distrutte.

### Alluvioni

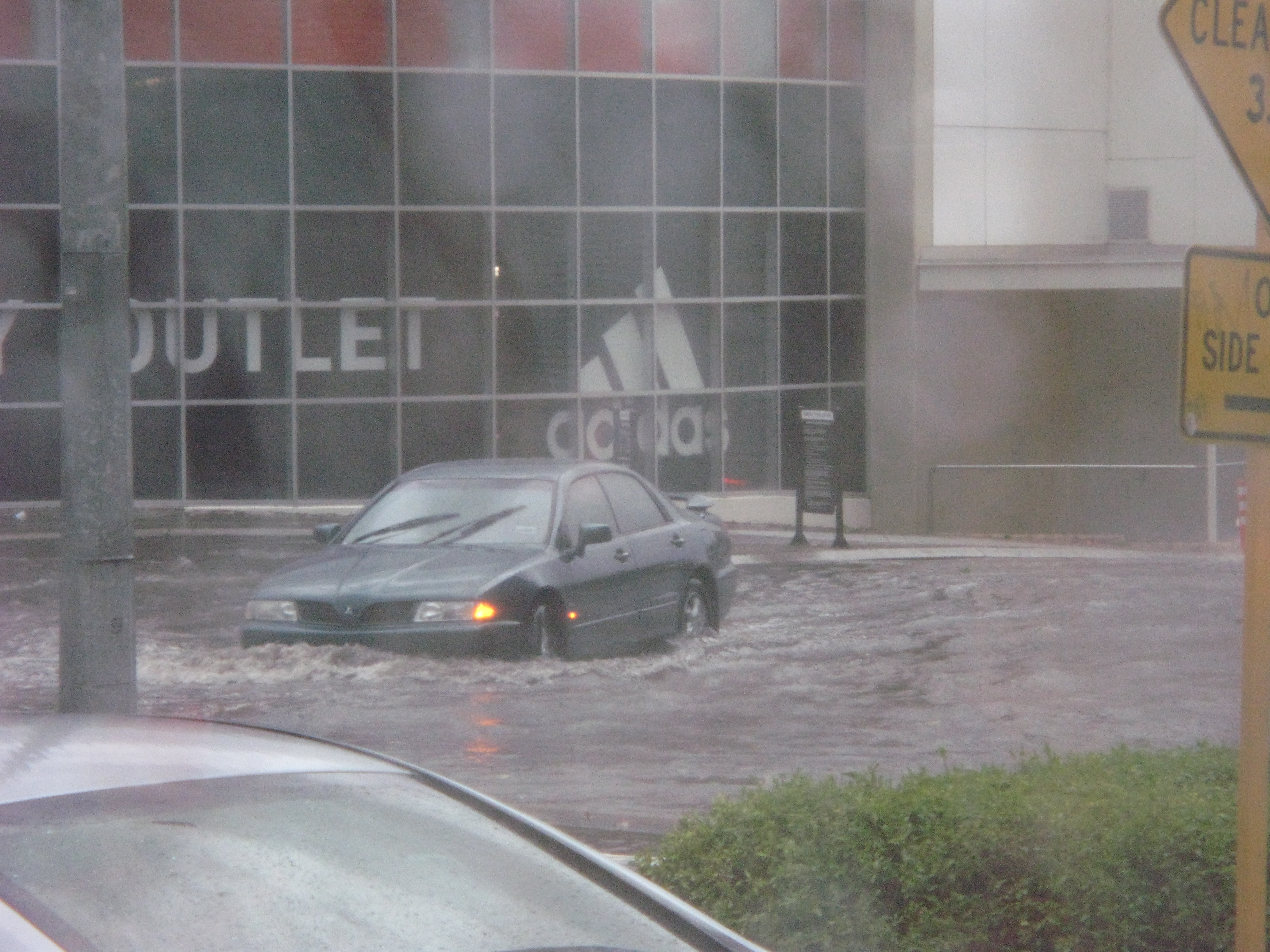
Alluvione a Perth nel 2010

Nonostante l'Australia sia generalmente secca e arida, una buona parte del Paese è ai tropici. Le precipitazioni in queste zone sono molto intense ed in alcune aree si sono registrati record di piogge, come sulle montagne che giacciono a sud-ovest di Cairns. Nel periodo in cui l'Australia subisce l'influsso dell'Oscillazione Meridionale (La Niña) si hanno anche devastanti alluvioni.
Nel 2010/2011, La Niña ha danneggiato case e coltivazioni nel Queensland e nel Nuovo Galles del Sud, con il primo (che ha un'estensione pari a quella di Francia e Germania insieme) completamente sott'acqua. I danni sono stati stimati intorno ai miliardi e miliardi di dollari australiani.
Alcune città hanno precipitazioni giornaliere ed annuali notevoli: Cairns, Townsville, Rockhampton, Byron Bay e Strahan.

### Riscaldamento globale

Anomalie nelle temperature medie annuali dell'Australia, registrate dal 1909 al 2009 e con una variazione tipica ogni 5 anni circa. Source: Australian Bureau of Meteorology.

### Bufere di neve
Le bufere di neve (blizzards) non sono comuni in gran parte del Paese. Sono più frequenti sui Monti Nevosi (Snowy Mountains) nel Nuovo Galles del Sud o in Victoria. Quando si manifestano, possono influenzare anche la Tasmania, specialmente nei pressi del Monte Wellington e ad Hobart. Queste bufere non colpiscono le principali città o altri centri urbani minori, dal momento che le aree maggiormente popolate sono localizzate essenzialmente lungo le coste ed i centri più interni sono comunque resort tipici della zona, piste da sci eccetera.

## Estremi

### Temperature

Temperature massime giornaliere a gennaio (estate) sotto ai 24 °C da 24 a 27 °C da 27 a 30 °C da 30 a 33 °C da 33 a 36 °C da 36 a 39 °C sopra ai 39 °C
Temperature massime giornaliere a luglio (inverno) sotto ai 15 °C da 15 a 18 °C da 18 a 21 °C da 21 a 24 °C da 24 a 27 °C da 27 a 30 °C sopra ai 30 °C

- Temperature massime giornaliere a gennaio (estate)
     sotto ai 24 °C
     da 24 a 27 °C
     da 27 a 30 °C
     da 30 a 33 °C
     da 33 a 36 °C
     da 36 a 39 °C
     sopra ai 39 °C
- Temperature massime giornaliere a luglio (inverno)
     sotto ai 15 °C
     da 15 a 18 °C
     da 18 a 21 °C
     da 21 a 24 °C
     da 24 a 27 °C
     da 27 a 30 °C
     sopra ai 30 °C